# Zygodon porteri
Zygodon porteri är en bladmossart som beskrevs av Thériot 1926. Zygodon porteri ingår i släktet ärgmossor, och familjen Orthotrichaceae. Inga underarter finns listade i Catalogue of Life.